# Freddy Rojas
Freddy Rojas est un boxeur cubain né le 27 août 1969 à Camagüey.

## Carrière
Vice-champion de Cuba amateur entre 1991 et 1996, il remporte le titre de champion panaméricain en 1994 dans la catégorie poids lourds (-81 kg). En 1996, il représente son pays aux Jeux olympiques d'Atlanta en mi-lourds mais s'incline au second tour de la compétition.
En 1994 il est vainqueur du tournoi international Giraldo Córdova Cardín face au grand boxeur cubain Felix Savon.
Il est aujourd’hui entraineur professionnel au Mexique dans la ville de Léon dans l'état de Guanajuato.

## Lien externe

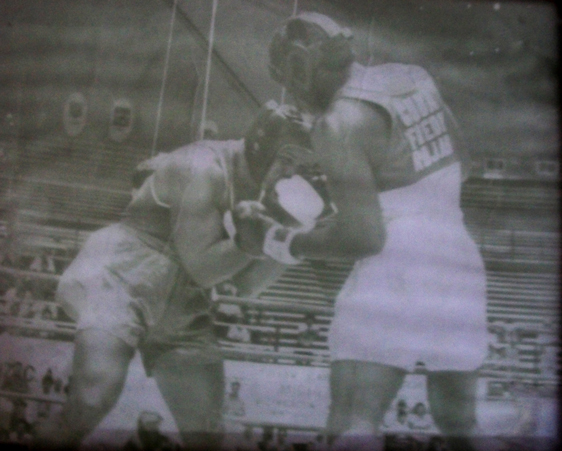
Rojas aux Jeux Panaméricains 1991